# Dominique Jean-Zéphirin
Dominique Jean-Zéphirin (Nizza, 3 giugno 1982) è un ex calciatore francese naturalizzato haitiano, di ruolo portiere.

## Carriera

### Club
Comincia a giocare in Francia, al Nizza 2. Nel 2001 si trasferisce in Inghilterra, all'Hampton & Richmond Borough. Nel 2002 passa allo Slough Town. Nel 2003 viene acquistato dall'Aylesbury United. Dopo aver collezionato una sola presenza nella stagione 2003-2004, viene ceduto al Dover Athletic. Nel 2005 torna in Francia, al Nizza 2. Nel 2007 si trasferisce al Fréjus. Nel 2009 passa al Menton. Nell'estate 2010 viene acquistato dal Farnborough. Nel novembre 2010 viene ceduto allo Slough Town. Nel 2011 passa allo Staines Town. Rimasto svincolato al termine della stagione, nel 2013 firma un contratto annuale con il Fréjus Saint-Raphaël. Al termine della stagione si ritira dal calcio giocato.

### Nazionale
Ha debuttato in Nazionale l'11 ottobre 2008, in Haiti-El Salvador (0-0). Ha partecipato, con la maglia della Nazionale, alla Gold Cup 2009. Ha collezionato in totale, con la maglia della Nazionale, 17 presenze ed ha subito 26 reti.